# Madeleine Jeudi
Madeleine Jeudi a été reconnue Juste parmi les nations d'Indre-et-Loire en 1999, ainsi que son époux Louis, par le Comité français pour Yad Vashem.

## Biographie
Madeleine Jeudi et son mari vivent à l'époque de la Seconde Guerre mondiale près du château de Chenonceau, à cheval entre la zone libre et la zone occupée. Les conjoints exploitent un hôtel dont ils sont propriétaires, l'Hôtel du Bon Laboureur et du Château, pendant toute la durée de la guerre.
En avril 1944, les Jeudi hébergent deux sœurs juives, Wanda et Iza Galezowski, qui ont fui Paris après l'arrestation de leur mère et de leur grand-mère. Après le débarquement, les Jeudi apprennent que la Gestapo recherche les deux sœurs, et les transfèrent donc, en leur faisant traverser le Cher, ligne de démarcation dans le domaine du château, chez d'autres membres de la famille, Roger et Madeleine Auclert, qui demeuraient à Luzillé, en zone sud. Ceux-ci accueillirent les fugitives et leur trouvèrent une chambre chez des fermiers, les Brezioux. Elles échappèrent ainsi à la Shoah.
Madeleine et Louis Jeudi ont été reconnus Justes parmi les Nations en 1999.